# Спорт в Уганде

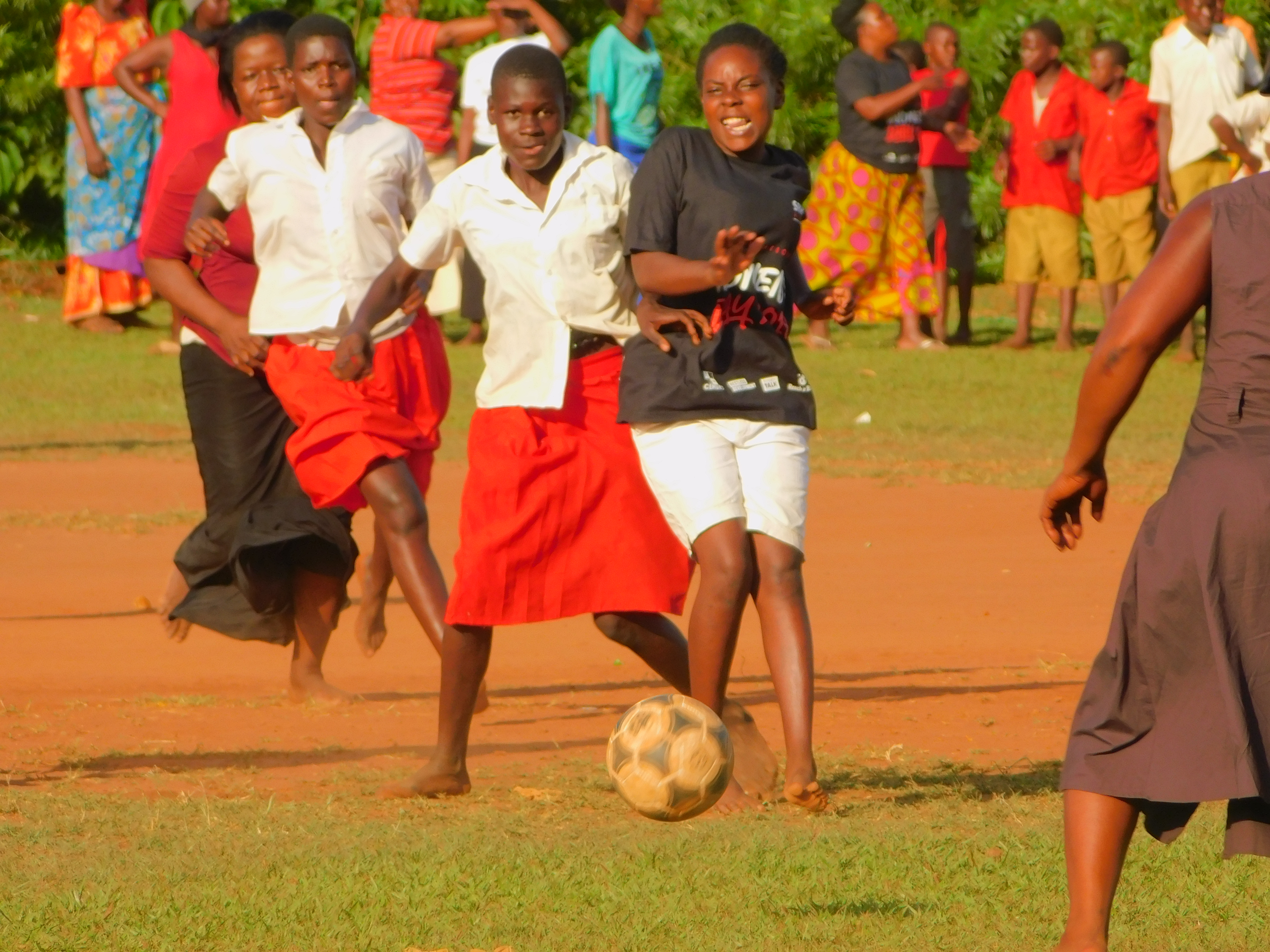
Угандийские женщины играют в футбол, 2019 год

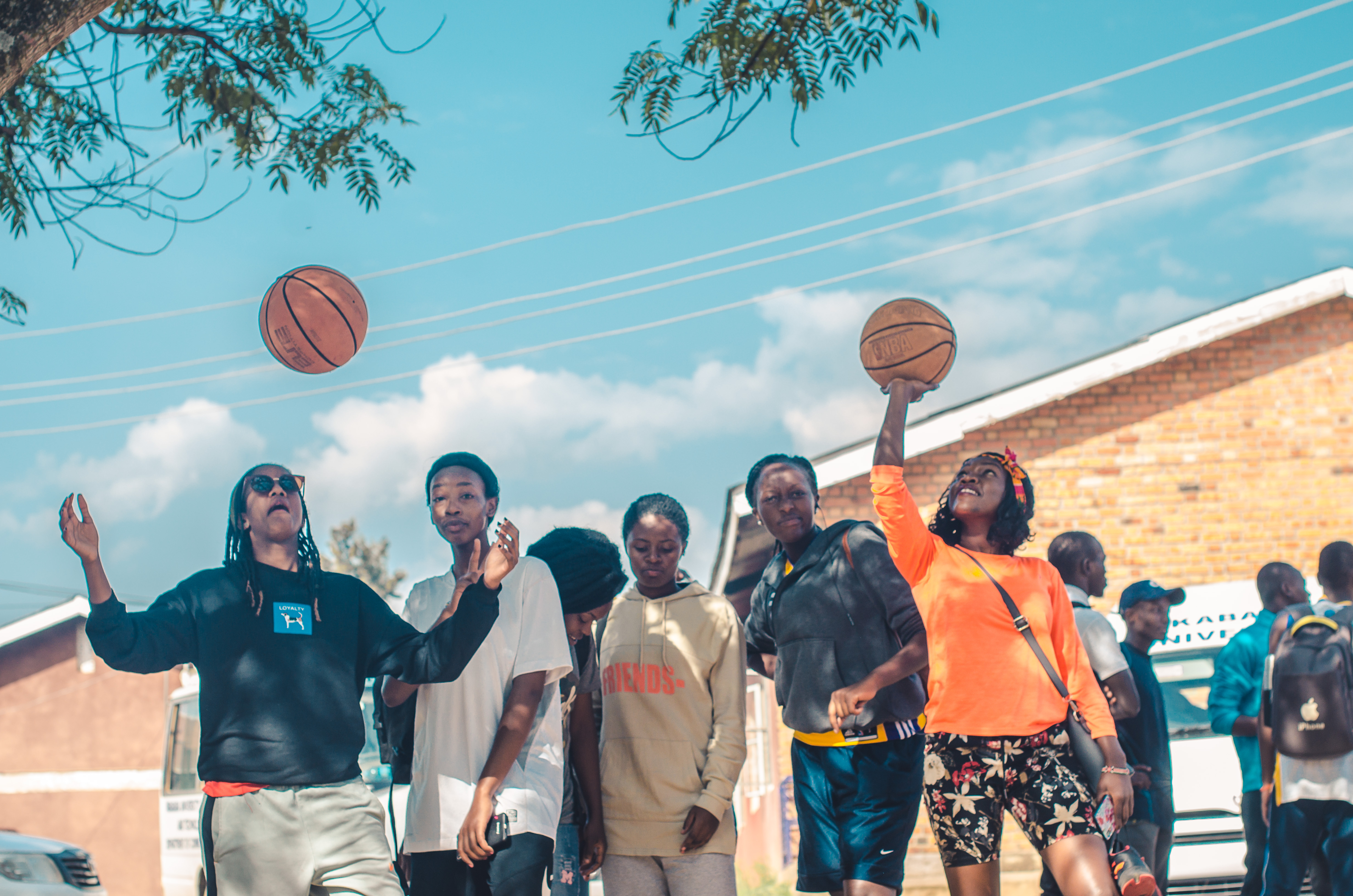
Баскетболистки в Уганде, 2019 год

Спорт в Уганде играет важную роль в социальной и культурной жизни. В Уганде преобладают летние виды спорта, а футбол является самым популярным и массовым видом спорта. Физическая культура является обязательной дисциплиной в школах и колледжах по всей стране. Развитием спортивной сферы занимается Национальный спортивный совет, который работает во взаимодействии с Министерством образования и спорта Уганды.
Олимпийский комитет Уганды с 1956 года является членом Международного олимпийского комитета (МОК). Уганда дебютировала на Олимпийских играх в 1956 года в Мельбурне. За всё время выступлений угандийцы завоевали 7 олимпийских медалей в соревнованиях по боксу и лёгкой атлетике.

## История
На территории Уганды баскетбол, бокс, лёгкая атлетика, теннис и футбол и начали развиваться ещё до провозглашения независимости в 1962 году. Уганда являлась протекторатом Британской империи, поэтому появление спорта было напрямую связано с деятельностью колонизаторов. В 1897 году мистер Пилкингтон из Кембриджа начать обучать представителей народа ганда футболу в окрестностях города Кампала. Федерация футбольных ассоциаций Уганды была учреждена в 1924 году, а в 1960 году она стала членом ФИФА.
Мужские соревнования по лёгкой атлетике начали проводиться в Уганде не позднее 1926 года, а первые женские забеги состоялись в 1958 году. Документально зафиксировано, что турниры по боксу проводились как минимум с 1925 года. Первые упоминания о теннисе относятся к 1913 году, о регби — к 1919 году, о хоккее на траве — к 1920 году, а о крикете — к 1953 году.
В 1953 году в Уганде был создан Комитет Игр Британской империи. Уже в следующем году угандийская делегация дебютировала на Играх Британской империи и Содружества наций. На соревнованиях в Ванкувере Патрик Этолу завоевал единственную медаль Уганды в прыжках в высоту. В 1955 году Комитет был преобразован в Олимпийский комитет Уганды и 24 января 1956 года получил признание Международного олимпийского комитета (МОК) на сессии в Кортина-д’Ампеццо. На тот момент Уганда ещё оставалась британским протекторатом, но тем не менее получила право выступить на Олимпийских играх 1956 года в Мельбурне.

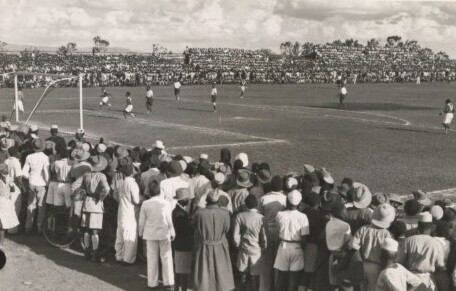
Матч сборной Уганды по футболу

1956 год стал важным этапом и для футбольной сборной Уганды, которая отправилась в турне по Англии. В ходе поездки угандийцы сыграли 11 матчей, причём в некоторых из них выступали босиком. Несмотря на это, команда одержала три победы и ещё в одном матче сыграла вничью.
Первые международные успехи угандийских легкоатлетов пришлись на Всеафриканские игры 1965 года. Тогда бронзовые медали среди мужчин завоевали Эдди Окадапау (бег на 3000 метров с препятствиями), Йован Очола (метание ядра), а среди женщин — Регина Авори (прыжки в высоту) и Тереза Накисуи (прыжки в длину).

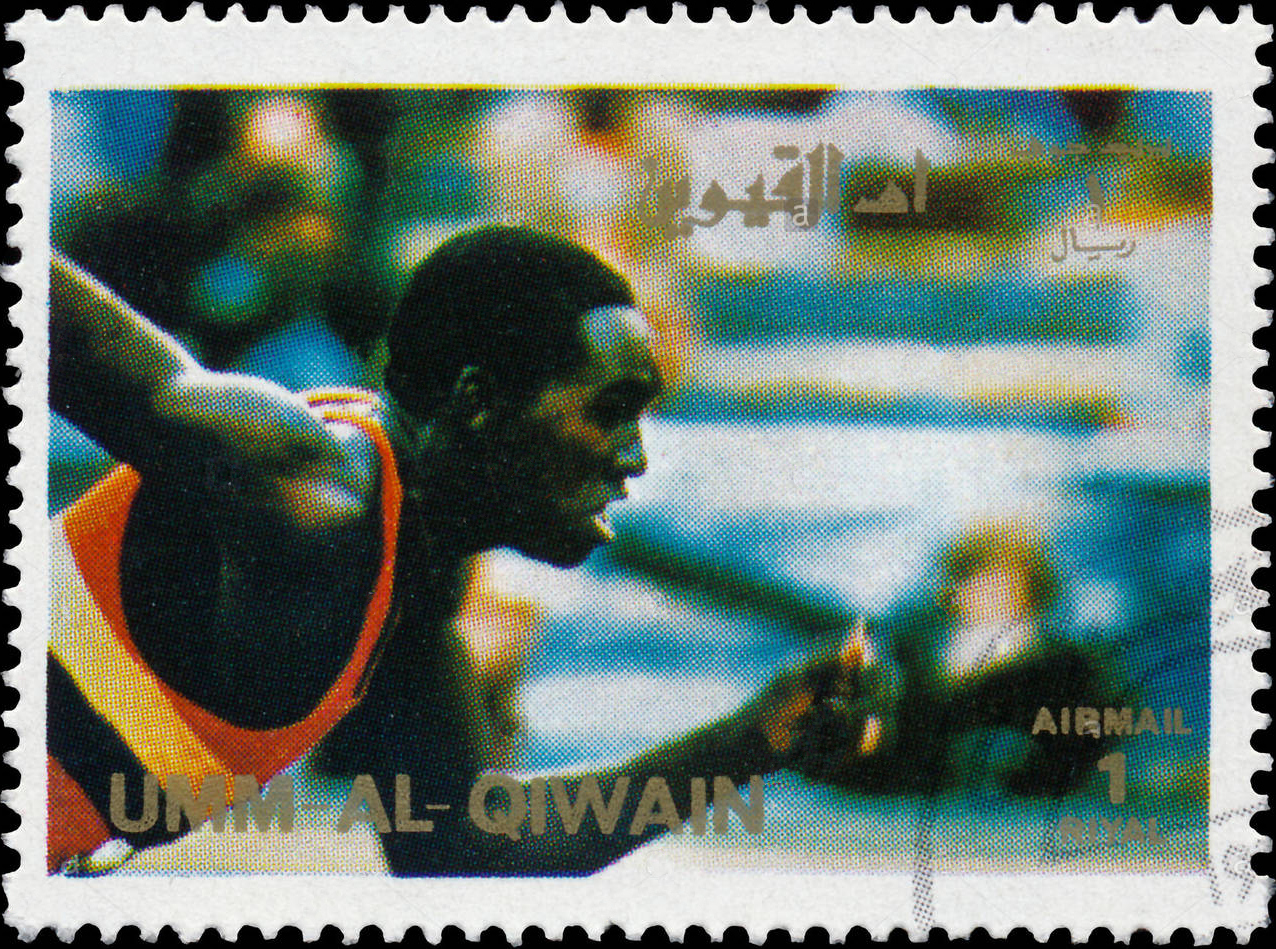
Почтовая марка с Джоном Акии-Буа

Легкоатлет Джон Акии-Буа на Олимпиаде в Мюнхене в 1972 году установил мировой рекорд в беге на 400 метров с барьерами — 47,8 секунды. В разные годы рекордсменами Африки становились угандийские атлеты: Вильям Дралю (100 метров — 10,1 секунды), Джон Акии-Буа (400 м с барьерами — 47,8 секунд), Йован Очола (десятиборье — 6880 очков). Среди женщин рекорды устанавливали Юдит Айаа (400 метров — 53,6; 53,3; 52,8 и 52,68 секунд), Констанс Рвабириаге (метание копья — 47,50 метров), а женская сборная Уганды показала лучший результат в эстафете 4×400 метров — 3:45,3.
В 1968 году в Мехико боксеры Эридади Мукванга (54 кг) и Лео Рвабвого (51 кг) завоевали серебряную и бронзовую медали. Четыре года спустя, на Олимпиаде-1972, Рвабвого вновь поднялся на пьедестал, став серебряным призёром. Тогда же легкоатлет Джон Акии-Буа принёс Уганде первую в истории олимпийскую золотую медаль, победив в беге на 400 метров с барьерами.
На первом чемпионате мира по боксу в 1974 году в Гаване представитель Уганды Аюб Калуле завоевал единственную золотую медаль среди африканских спортсменов. Его соотечественник Джон Нсубугва завоевал бронзовую медаль в среднем весе.
С 1971 по 1979 год президентом Уганды являлся генерал Иди Амин, ранее занимавшийся боксом и становившийся чемпионом Уганды по боксу в полутяжёлом и тяжёлом весах. Кроме бокса диктатор увлекался футболом, регби и плаванием. Во времена Иди Амина футбольная сборная Уганды, имеющая прозвище «журавли», пользовалась хорошей финансовой поддержкой. Благодаря этому команда в 1970-х годах трижды выходила в финальную часть Кубка африканских наций, главного футбольного турнира континента, но после падения режима повторить этот успех Уганде удалось только в 2017 году — спустя 39 лет. 
Лучшее достижение угандийской сборной также относится времени правления Амина: в 1978 году команда сыграла в финале главного африканского чемпионата, но уступила Гане со счётом 0:2. Двое участников того матча — Фред Изабирье и Медди Лубега — погибли год спустя в развязанной Иди Амином войне с Танзанией.
Повлиял Амин и на хоккей на траве. В 1972 году угандийские хоккеисты единственный раз в истории участвовали в Олимпийских играх в Мюнхене, где заняли 15-е место. Перед началом Игр Иди Амин высказал недовольство тем, что большинство игроков сборной — сикхи, и потребовал, чтобы как минимум шесть хоккеистов были африканцами. Эта воля была выполнена, однако сикхи всё равно оставались лидерами сборной. Один из них, Кулдип Сингх Бхогал, стал лучшим снайпером сборной Уганды на Олимпиаде. После начала кампании по конфискации собственности выходцев из Азии в 1973 году из Уганды был вынужден бежать один из лидеров сборной Автар Сингх Бхурджи. Был депортирован и президент Хоккейной ассоциации Уганды Четан Сингх Марваха.
В 1976 году Уганда бойкотировала Олимпийские игры в Монреале вместе с другими африканскими странами. Тем не менее, в 1980 году она вновь приняла участие в Олимпиаде в Москве и с тех пор не пропускала ни одного розыгрыша.

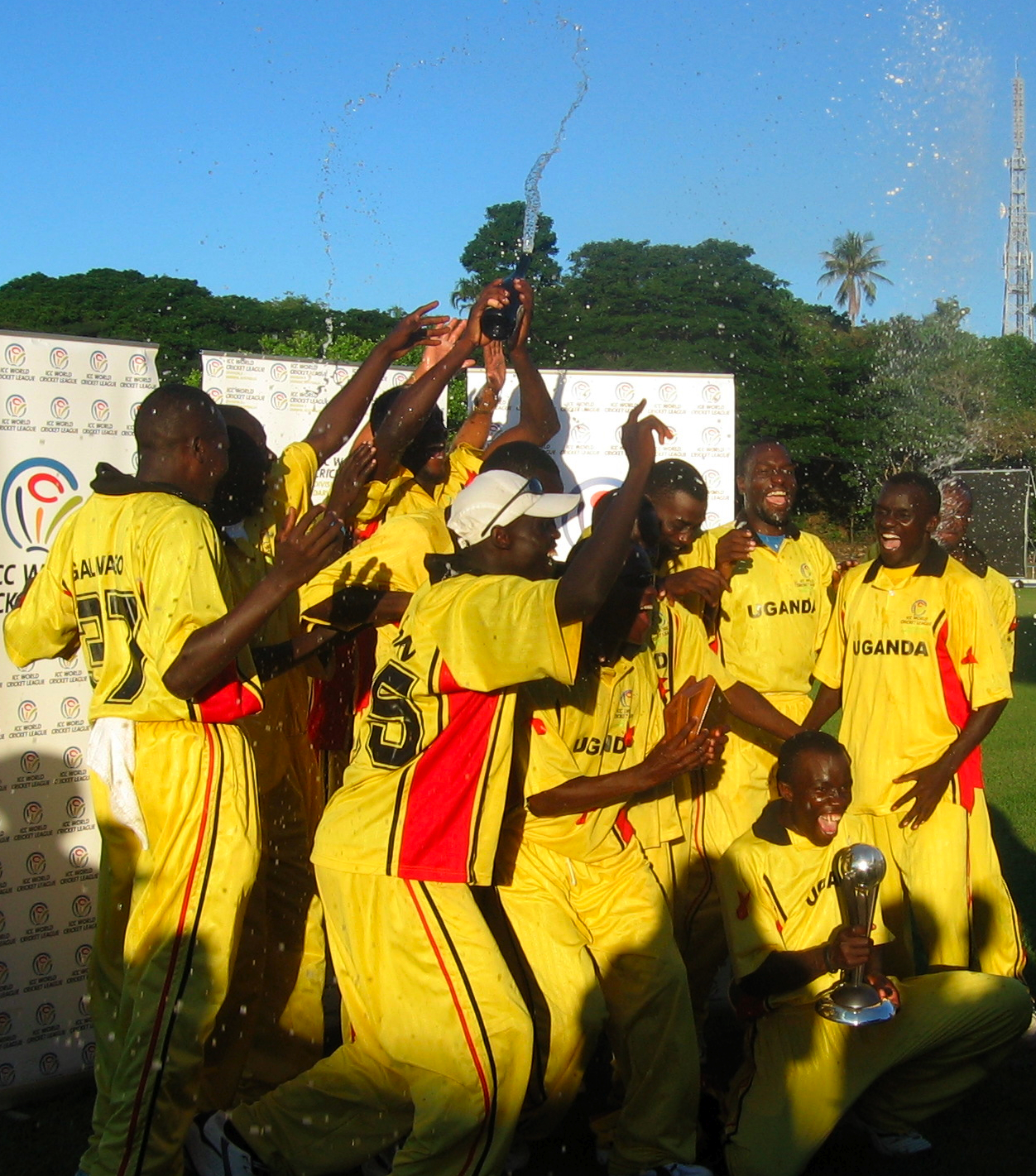
Угандийские крикетисты праздную победу в Третьем дивизионе Мировой лиги в 2007 году

Климатические условия Уганды, находящейся в субэкваториальном поясе, не позволяют активно развивать зимние виды спорта. Несмотря на это, первым африканским спортсменом, принявшим участие в зимних Паралимпийских играх, стал угандиец Тофири Кибуука. В 1976 году в Швеции он выступил в соревнованиях по лыжным гонкам. К тому времени Кибуука, имеющий нарушение зрения, на протяжении четырёх лет тренировался в Норвегии. Впоследствии он начал представлять Норвегию на летних Паралимпийских играх в качестве легкоатлета, завоевав для европейской страны шесть медалей. На Зимних Олимпийских играх в Сочи в 2014 году под флагом Уганды должен был дебютировать сноубордист Бролин Маведже, проживавший с 11 лет в США. Однако в 2014 году он не смог достичь соглашения с чиновниками о своём участии и в итоге не поехал на соревнования. На Зимние Олимпиады 2018 и 2022 годов Маведже не сумел пройти квалификацию.
Благодаря христианским миссионерам из США в 1989 году в Уганде появился бейсбол. В 1999 году Уганда впервые приняла участия в бейсбольном турнире на Всеафриканских играх в Южной Африке, а в 2001 году принимала чемпионат Африки по бейсболу в Кампале. В 2011 году команда из Кампалы впервые завоевала право на участие в Мировой серии Малой лиги, одержав победу над соперниками из Саудовской Аравии. Однако из-за проблем с визами спортсмены не смогли поехать в Уильямспорт, штат Пенсильвания. Тем не менее, в 2012 году угандийская команда вновь успешно прошла квалификацию и приняла участие в Мировой серии Малой лиги. В 2014 году благодаря помощи Японии был открыт первый полноценный бейсбольный стадион.
Кампала в 2014 году была местом проведения чемпионата Африки по бегу по пересечённой местности, а в 2017 году — чемпионата мира по этому виду спорта.
В 2024 году сборная Уганды по крикету впервые выступила на чемпионате мира (Т20), где одержала одну победу в матче против Папуа-Новая Гвинея.

## Уганда на мультиспортивных соревнованиях

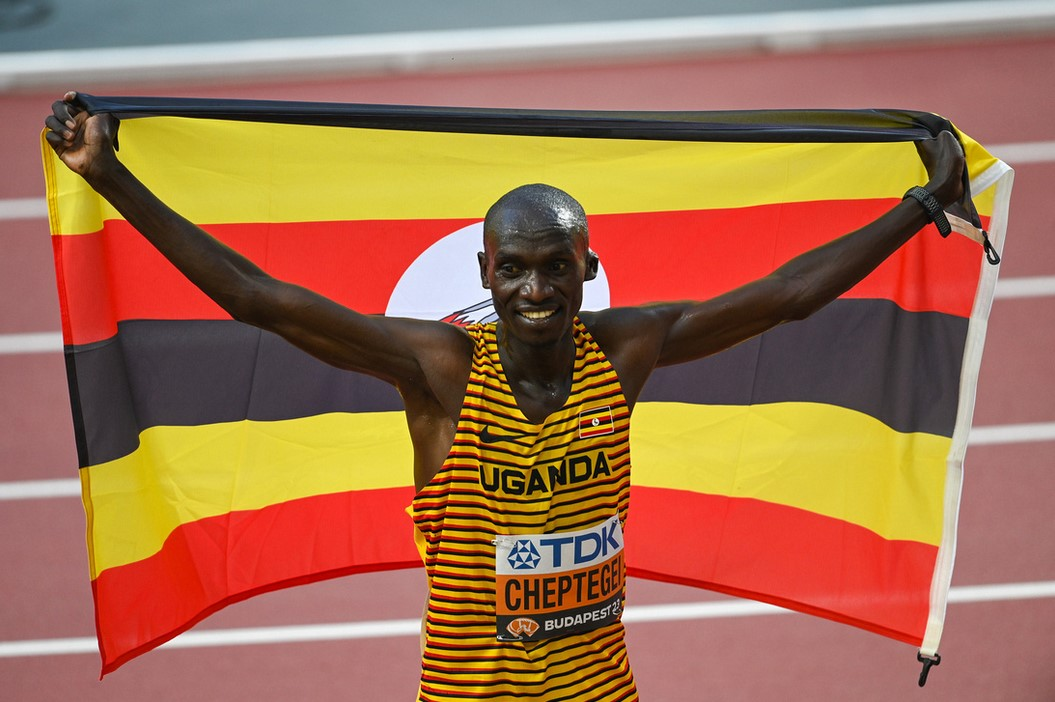
Легкоатлет Джошуа Чептегеи принёс Уганде три олимпийские медали

Угандийские спортсмены с 1956 года завоевали 11 медалей на Олимпийских играх, включая четыре золотые. Семь из них были выиграны в лёгкой атлетике (все золотые) и четыре в боксе.
Кроме Олимпиады угандийские спортсмены выступали в Паралимпиаде, Сурдлимпийских играх, Универсиаде, Юношеских Олимпийских играх, Африканских играх, Всемирных военных играх, Маккабиаде, Играх Содружества, Всемирных играх кочевников, Играх доброй воли, Играх исламской солидарности и Играх стран БРИКС.
Угандийцы добились успехов на I Африканской универсиаде, заняв 5-е место в общем зачёте с пятью медалями (2 золотые, 1 серебряная и 2 бронзовые).

## Известные спортсмены
В 2012 году издание Kawowo Sports опубликовало список десяти легенд угандийского спорта, в который вошли: Джон Акии-Буа (лёгкая атлетика), Филип Омонди (футбол), Джон Мугаби (бокс), Дэвис Камога (лёгкая атлетика), Магид Мусиси (футбол), Доркус Инзикуру (лёгкая атлетика), Сэм Ссали (мотоспорт), Мозес Кипсиро (лёгкая атлетика), Стивен Кипротич (лёгкая атлетика) и Хассан Бадру Зива (спортивный журналист).
Действующими рекордсменами мира в лёгкой атлетике являются угандийцы Джейкоб Киплимо (полумарафон с 2025 года) и Джошуа Чептегеи (с 2019 — бег на 10 км, а с 2020 года бег на 5000 метров и 10 000 метров),

## Национальный спортивный совет

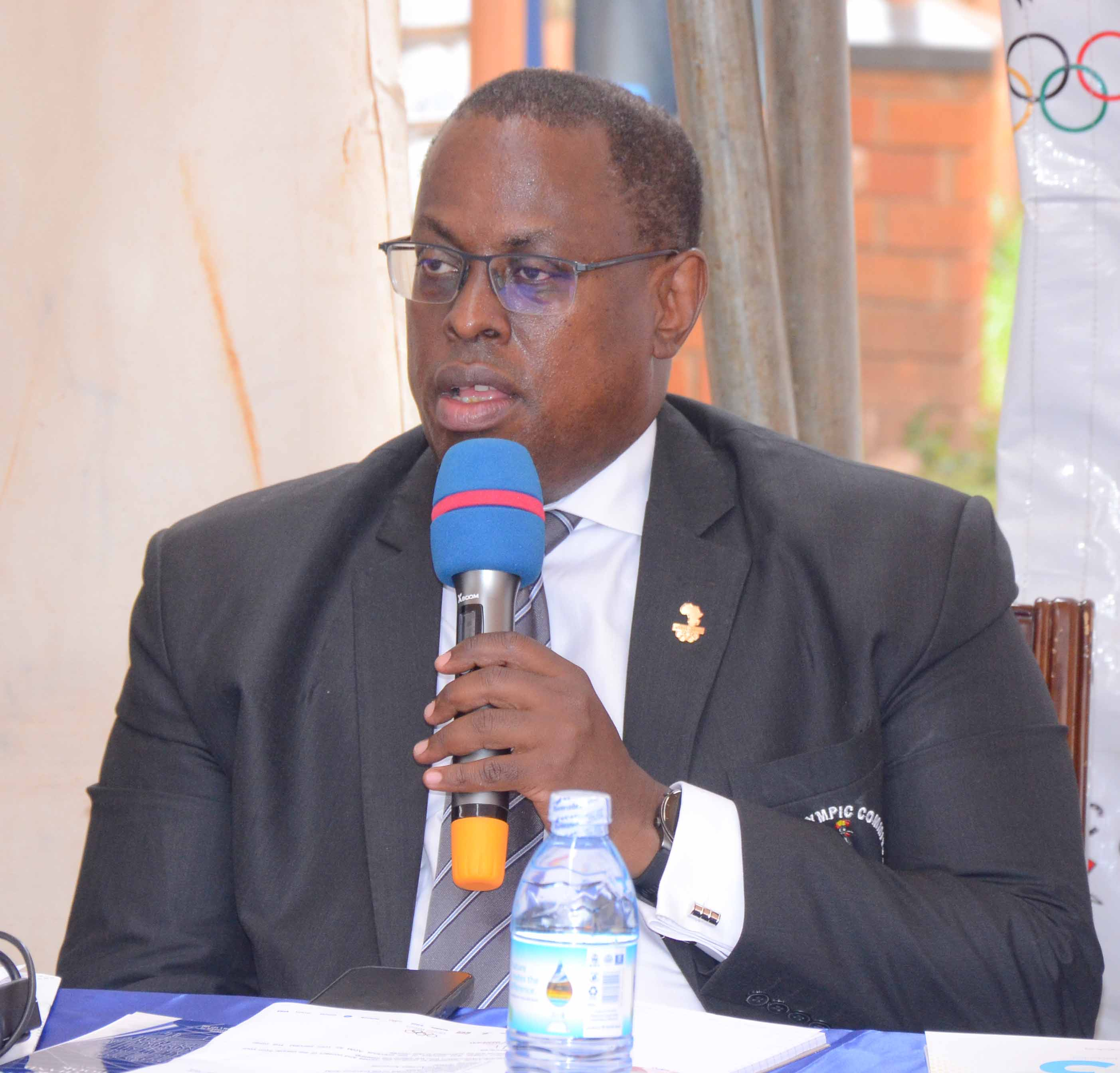
Дональд Рукаре возглавлял совет с 2020 по 2022 год

С 1964 года в Уганде функционирует Национальный спортивный совет (NCS), который является членом Верховного совета по спорту Африки. Нацсовет занимается развитием, продвижением и контролем всей спортивной деятельности в Уганде, действуя от имени правительства Уганды и под руководством Министерства образования и спорта.
Руководители:
- Сервано Вокулира Ккулубья (1964—1968)
- Дж. В. Окае (1968—1971)
- Фрэнсис В. Ньянгвесо (1971—1974/5)
- Эрнест Э. Олуо (1975—1977)
- Майор Абдул А. Насур (1977—1979)
- Поликарп К. Какуза (1979—1980)
- Кезекия Ссегванга Мусиси (1981—1983)
- Патрик Масетте Кууя (1984—1985)
- Аббей Кафумбе Мукаса (1986—1988)
- Джордж Касседде Мукаса (1988—1989)
- Фрэнсис В. Ньянгвесо (1990—1992)
- Аббей Кафумбе Мукаса (1992—1995)
- Джеффри Кизито (1995—1999)
- Уилсон Тумвине (2003—2007)
- Энтони Катамба (2007—2013)
- Боско Ониик (2013—2020)
- Дональд Рукаре (2020—2022)
- Амброуз Ташобья (2022 — настоящее время)

## Национальные ассоциации
По состоянию на 2025 год членами Национального спортивного совета являлась 51 спортивная организация:
1. Федерация борьбы Уганды
2. Федерация гребли на лодках-драконах Уганды
3. Федерация спортивного скалолазания Уганды
4. Ассоциация дартса Уганды
5. Ассоциация велоспорта Уганды
6. Федерация шашек Уганды
7. Ассоциация бейсбола и софтбола Уганды
8. Ассоциация лудо Уганды
9. Ассоциация лакросса Уганды
10. Федерация катания на роликах Уганды
11. Ассоциация роллбола Уганды
12. Федерация волейбола Уганды
13. VX Уганда
14. Ассоциация бадминтона Уганды
15. Ассоциация крикета Уганды
16. Ассоциация спорта зурхане Уганды
17. Федерация автоспорта Уганды
18. Ассоциация флорбола Уганды
19. Ассоциация гимнастики Уганды
20. Федерация футбольных ассоциаций Уганды
21. Федерация гребли Уганды
22. Федерация бокса Уганды
23. Ассоциация дзюдо Уганды
24. Федерация баскетбольных ассоциаций Уганды
25. Регбийный союз Уганды
26. Федерация тяжёлой атлетики Уганды
27. Федерация гандбола Уганды
28. Ассоциация алтимат-фрисби Уганды
29. Федерация шахмат Уганды
30. Ассоциация фехтования Уганды
31. Ассоциация хоккея Уганды
32. Федерация гребли на байдарках и каноэ Уганды
33. Федерация лёгкой атлетики Уганды
34. Федерация нетбола Уганды
35. Федерация кабадди Уганды
36. Ассоциация пула Уганды
37. Федерация американского футбола Уганды
38. Федерация танцевального спорта Уганды
39. Гольф-союз Уганды
40. Ассоциация тенниса Уганды
41. Ассоциация бодибилдинга и фитнеса Уганды
42. Федерация спорта глухих Уганды
43. Федерация плавания Уганды
44. Федерация стрельбы из лука Уганды
45. Ассоциация настольного тенниса Уганды
46. Федерация тхэквондо Уганды
47. Ассоциация сквоша Уганды
48. Ассоциация скрэббла Уганды
49. Паралимпийский комитет Уганды
50. Федерация вудбола Уганды
51. Ассоциация университетского спорта Уганды